# ابسلن
ابسلن (به انگلیسی: Ebselen) با فرمول شیمیایی C۱۳H۹NOSe یک ترکیب شیمیایی با شناسه پاب‌کم ۳۱۹۴ است. که جرم مولی آن ۲۷۴٫۱۷۶۶۶ g/mol می‌باشد.